# Мон Рос
Мон Рос (фр. Mont Ross) је вулкан на острву Кергелен, острвској групи у јужном Индијском океану. То је највиши врх територије Француске јужне и антарктичке земље.
Вулкански врх се састоји из врха Велики Рос на 1.850 m, и нижег врха Мали Рос на 1.721 m. Налази се на југу острва Кергелен.
Врх је добио име по Сер Џејмс Кларк Росу (1800-1862), енглеском истраживачу и поморцу, који је посетио острво 1840.